# Éric Srecki
Éric Claude François Srecki (Béthune, 2 de julio de 1964) es un deportista francés que compitió en esgrima, especialista en la modalidad de espada.
Participó en cuatro Juegos Olímpicos de Verano, obteniendo en total cuatro medallas, oro en Seúl 1988, en el torneo por equipos (junto con Frédéric Delpla, Jean-Michel Henry, Olivier Lenglet y Philippe Riboud), oro en Barcelona 1992, en la prueba individual, bronce en Atlanta 1996, por equipos (con Jean-Michel Henry y Robert Leroux) y plata en Sídney 2000, por equipos (con Jean-François Di Martino y Hugues Obry).
Ganó diez medallas en el Campeonato Mundial de Esgrima entre los años 1987 y 1999, y tres medallas de plata en el Campeonato Europeo de Esgrima, en los años 1998 y 1999.

## Palmarés internacional
| Juegos Olímpicos   | Juegos Olímpicos            | Juegos Olímpicos  | Juegos Olímpicos   |
| Año                | Lugar                       | Medalla           | Prueba             |
| ------------------ | --------------------------- | ----------------- | ------------------ |
| 1988               | Seúl (Corea del Sur)        | Medalla de oro    | Espada por equipos |
| 1992               | Barcelona (España)          | Medalla de oro    | Espada individual  |
| 1996               | Atlanta (Estados Unidos)    | Medalla de bronce | Espada por equipos |
| 2000               | Sídney (Australia)          | Medalla de plata  | Espada por equipos |
| Campeonato Mundial |                             |                   |                    |
| Año                | Lugar                       | Medalla           | Prueba             |
| 1987               | Lausana (Suiza)             | Medalla de bronce | Espada por equipos |
| 1990               | Lyon (Francia)              | Medalla de plata  | Espada por equipos |
| 1991               | Budapest (Hungría)          | Medalla de plata  | Espada por equipos |
| 1993               | Essen (Alemania)            | Medalla de plata  | Espada por equipos |
| 1994               | Atenas (Grecia)             | Medalla de oro    | Espada por equipos |
| 1995               | La Haya (Países Bajos)      | Medalla de oro    | Espada individual  |
| 1995               | La Haya (Países Bajos)      | Medalla de plata  | Espada por equipos |
| 1997               | Ciudad del Cabo (Sudáfrica) | Medalla de oro    | Espada individual  |
| 1998               | La Chaux-de-Fonds (Suiza)   | Medalla de plata  | Espada por equipos |
| 1999               | Seúl (Corea del Sur)        | Medalla de oro    | Espada por equipos |
| Campeonato Europeo |                             |                   |                    |
| Año                | Lugar                       | Medalla           | Prueba             |
| 1998               | Plovdiv (Bulgaria)          | Medalla de plata  | Espada individual  |
| 1998               | Plovdiv (Bulgaria)          | Medalla de plata  | Espada por equipos |
| 1999               | Bolzano (Italia)            | Medalla de plata  | Espada por equipos |